# Zimado
Zimado (ou Zymado) est une localité du Cameroun située dans le département du Logone-et-Chari et la Région de l'Extrême-Nord, au sud du lac Tchad, à la frontière avec le Tchad. Elle fait partie de la commune de Logone-Birni et du canton de Hinalé. On distingue parfois Zimado I, II, III,IV et Docdori ou Dawdari.  

## Population
Lors du recensement de 2005, 1 064 personnes ont été dénombrées à Zimado I, 638 à Zimado II, 592 à Zimado III et 556 à Zimado IV.les Musgums sont les habitants majoritaires,suivis des kotokos, kanuris,  Massas et kabalayes.

## Infrastructures
Zimado est doté d'un établissement d'enseignement secondaire public (CES) d'un centre de santé intégré public (CSI) et des écoles publiques à cycle complet à Zimado I et Zimado III.